# آيتن
القمر آيتن (بالإنجليزية: Aitne)‏ المعروف أيضاً باسم المشتري الحادي والثلاثين (بالإنجليزية:  Jupiter XXXI)‏، هو قمر طبيعي غير نظامي يتحرك بحركة تراجعية تابع لكوكب المشتري.
و ينتمي هذا القمر إلى مجموعة كارم المكونة جميعها من أقمار غير نظامية وتتحركة بحركة تراجعية دائرة حول المشتري على مسافة تتراوح بين 23 و24 جيجامتر وزاوية ميلان تبلغ تقريباً 165°.

## اكتشافه
اكتشف هذا القمر فريق من علماء الفلك من جامعة هاواي بقيادة سكوت شيبارد في عام 2001 للميلاد، وتمت تسميته مؤقتاً بالاسم S/2001 J 11.
و من ثم تمت تسميته في أغسطس 2003

## خصائصه
يدور هذا القمر حول كوكب المشتري على مسافة متوسطة تبلغ 22,285 ميغامتر في 679.641 يوماً، بزاوية ميل يبلغ قدرها 166 درجة في اتجاه (°164 من خط الاستواء في المشتري) حسب مسير الشمس مع شذوذ مداري يبلغ قدره 0.393.
و يبلغ قطر هذا القمر حوالي 3 كيلومترات.